# ロス・ストレットン
ロス・ストレットン（Ross Stretton、1952年6月6日– 2005年6月16日）は、オーストラリアのバレエダンサー兼芸術監督である。ダンサーとして、オーストラリア・バレエ団、ジョフリー・バレエ、アメリカン・バレエ・シアターで活動した。その後、1997年から2001年までオーストラリア・バレエ団、2001年から2002年までロイヤル・バレエ団で芸術監督を務めた。

## 幼少期
1952年、キャンベラに生まれる。タップダンサーとしてキャリアをスタートさせ、オーストラリアの全国タップダンス選手権で2回優勝し、それ以外にも数多くの賞を受賞した。11歳のとき、彼はチャンネル7のジュニア・タレント・クエストで優勝し、審査員からはフレッド・アステアに比された。10代になる前にはヤラルムラの自宅にある小さなスタジオでカトリーナ・ドルージンからダンスを学んでいた、これは、60年代のキャンベラでは若い男性がダンスを学ぶことは好奇の目、あるいは疑いの目にさらされる風潮があったためである。ドルージンは戦後に東欧からオーストラリアに移民した人物で、バレエ教師として高い規律を持っており、ストレットンをダンスに馴染ませることができた。しかし、芸術面を重視し学問を犠牲にしていたため、17歳のときにオーストラリア・バレエ団の元プリンシパルであるブライアン・ローレンスとジャネット・カリンから指導を受け始めるまで、バレエを学び踊ることはなかった。
1971年にオーストラリア・バレエ学校の入学オーディションに合格し、最初の年にヌレエフ奨学金、2年目にハロルド・ホルト記念奨学金を授与された。1972年に同校を卒業し、実技面での栄誉を称えられて学校公演の『シンデレラ』で男性の主役となる王子役を演じた。

## ダンサーとして
1973年にオーストラリア・バレエ団に入団し、翌年ソリストに昇進した。1975年にロバート・ヘルプマン奨学金を得て米国への研修旅行に出かけた。オーストラリア・バレエ団では、公演ですべての古典作品の役柄を踊っている。1977年の『白鳥の湖』のキャンベラ劇場での公演では、湖に大飛躍するシーンで目測を誤って背景に用意されたマットレスを飛び越えて落ち病院送りになる憂き目に遭ったものの、ミカエラ・カーカルディとの強力なパートナーシップを築いて活躍した。1978年にはプリンシパルに昇進した。
1979年に、国際的な舞台に進出すべくオーストラリアを離れ、米国に向かった。まずジョフリー・シアターに参加し、その後マンチェスターのノーザン・バレエ団で短期間活動した。そして1980年/81年シーズンにアメリカン・バレエ・シアターでデビューした。翌シーズンにはソリスト、さらに次のシーズンにはプリンシパルとなった。また、アメリカン・バレエ・シアターのダンサーから選抜されたバリシニコフ & Co の一員として、ミハイル・バリシニコフとも活動した。
ニューヨーク・タイムズからはその死を報じる報道で「演技は得意ではなかった」と評されつつも、ダンサーとしてのキャリアにおいて偉大な古典舞踊家としての評価を築き上げ、1990年にダンサーを引退した。

## 芸術監督
ストレットンはアメリカン・バレエ・シアターでキャスティング、教育、コーチングに責任を持つ立場としてのキャリアをスタートさせ、1993年には芸術助監督に就任した。
1997年にマイナ・ギールグッドの後任としてオーストラリア・バレエ団に復帰した。ストレットンは、トワイラ・サープなどさまざまな振付家の作品をレパートリーに取り入れた。また、オーストラリア室内管弦楽団とバンガラ・ダンス・シアターとの協働にも取り組んだ。1997年にスティーブン・ペイジが振り付けた『Rites』は、オーストラリア・バレエ団のダンサーと共に、バンガラの先住民ダンサーをフィーチャーするものであった。
1999年にはオーストラリア・バレエ団の米国ツアーを敢行し、これまで北米に紹介されてこなかったオーストラリアのダンス作品を取り上げた。ニューヨーク・タイムズは、そのツアーの模様から「オーストラリア・バレエ団は生まれ変わった」と表現した。ストレットンの死後のことであるが、後任の芸術監督であるデヴィッド・マカリスターは、ストレットンは「カンパニーを21世紀に突入させた」と評している。
オーストラリア・バレエ団での在職中、そのキャッチフレーズは「創造性、エネルギー、情熱」であった。芸術監督としては要求が厳しいと評判で、短気であったためにダンサーとの関係は良好とはいえなかった。
オーストラリア・バレエ団でのストレットンの成功により、新たな作品の導入を模索していたロイヤル・バレエ団から芸術監督就任のオファーを受けた。ストレットンのロイヤル・バレエ団での最初にして唯一のシーズンは、デイリー・テレグラフのバレエ評論家から「弱々しい（feeble）」として批判を受けた。特に、『ドン・キホーテ」と『眠れる森の美女」は、エリザベス2世金婚記念ガラの演出と同様に、強い批判にさらされた、一方で、マッツ・エック振付の『カルメン』やジョン・クランコの『オネーギン』、クリストファー・ウィールドンの新作『Tryst』は大いに好評を博した。

## ロイヤル・バレエ団
2001年にアンソニー・ダウエルがロイヤル・バレエ団の芸術監督を退任すると、ロイヤル・オペラ・ハウス理事会はストレットンを後任として3年契約を結ぶと発表したが、その13か月後の2002年9月に辞任することになった。この短期間での辞任劇は、在職中に団内で起きた数々の論争のために、ロイヤル・バレエ団はメディアから前例のないほどの注目を集めることになった。
ストレットン辞任直前の数週間に渡って、ロイヤル・バレエ団のダンサーはストレットンの管理方針やキャスティングに関する決定、広報済みのキャスティングを頻繁に変更したことに抗議してストライキを行うと迫った。ロイヤル・バレエ団の上部組織であるロイヤル・オペラ・ハウスは、ストレットンが上級管理職との間に満足のいく協力関係を築けなかったことが辞任に繋がったことを示唆した。一方で、ストレットン自身は芸術面の相違をほのめかす声明を出している。
「私はこのカンパニーの偉大な遺産に大いなる敬意を払っているが、私の興味は主にバレエの将来を発展させることにあり、そのためにこそ時間を費やしたいと考えている」
ストレットンの辞任により、アンソニー・ダウエル時代から芸術助監督を務めていた元プリンシパルのモニカ・メイソンが暫定的に芸術監督となった。その後、2002年12月に正式に芸術監督に任命された。
以下のようなさまざまな問題が、ストレットンの退団に繋がったとされている。
- プリンシパルのサラ・ウィルドーが、キャスティングを巡る論争の末に退団したこと[1]
- マクミラン夫人が、亡夫ケネス・マクミランの作品の上演権を撤回すると迫ったこと[2]
- ストレットンの公演プログラムが、批評家から酷評を受けたこと[3]
- 理事会から、ダンサーがストレットンの不信任決議を計画していると発表されたこと[3]

ニューヨーク・タイムズはストレットンの芸術面および管理面のアプローチについて、以下のように論評している。
「彼の焦点は既存のレパートリーと創造性および新しい振付家の間でバランスを取ることに当てられており、これは基本的に（アメリカン・）バレエ・シアターで見られたポリシー通りであった。1997年から2001年までオーストラリア・バレエ団の芸術監督として、同じことを行っていた。ここでも同じことをしようとして、ダンサー達や現状をよしとする者達の反対に出くわしたのだ」

## その後
ストレットンはメルボルンに戻り、ダンス専門コンサルタントとして活動した。
その後、悪性黒色腫と診断され、2005年6月に合併症のため53歳で亡くなった。妻ヴァルマイ・ロバーツとの間に3人の子供を遺した。
2005年のオーストラリアン・ダンス・アワードで、殿堂入りの栄誉を死後追贈された。